# حمل إضافي
الحمل الإضافي أو إسْتلْعَاب أو نَفَل (أو حمل على حمل) هو الحدوث المتزامن لأكثر من مرحلة تطورية للأجنة داخل نفس الحيوان. في الثدييات، يمكن وصفه بتكوين جنين من دورة شبق مختلفة بينما يكون جنين آخر موجود داخل الرحم بالفعل. عندما تحدث حالتين منفصلتين من الإخصاب خلال نفس دورة الحيض، أو ما يعرف بـ«تعدد الإخصاب».
يُدعى أن الحمل الإضافي شائع في بعض أنواع الحيوانات، لكنه نادر الحدوث جدا في البشر. في الثدييات، فإنه يمكن أن يحدث فقط عندما يكون هناك رحمين، أو عندما تستمر دورة الشبق خلال فترة الحمل. خطر حدوث الحمل الإضافي في البشر هو أن الطفل الثاني يولد في كثير من الأحيان قبل موعده الطبيعي، وهو ما يمكن أن يزيد من احتمالات مواجهة مشاكل في نمو الرئة.

## في الحيوانات
تشمل الحيوانات التي ادعى أنه يحدث لديها الحمل الإضافي القوارض (الفئران والجرذان) والأرانب والخيول والأغنام والحيوانات الجرابية (حيوان الكنغر والسنجاب الطائر)، وقطط الفلاين، والرئيسات (البشر). كما تم أيضا التدليل بشكل واضح على أن الحمل الإضافي يحدث طبيعيا في بعض أنواع أسماك البوسيلييدي.

## في البشر
غالبا ما تأتي تقارير الحمل الإضافي بعد فترة طويلة من الشك في حدوث الحمل الأول، وبعضها لم يكن موثوق بحدوثه بشكل واضح. وقد أعطيت تفسيرات أخرى (وتم التدليل عليها) لمستويات نمو مختلفة بين التوائم. مع ذلك، فقد ثبت حدوث الحمل الإضافي اصطناعيا، على الرغم من أنه يحدث حتى بعد فترة قصيرة بعد التلقيح.
في عام 1960، كان لدى جون وماري تريس من بالتيمور ما وصفته الممرضة عن طريق الخطأ بالتوأم. ولّد الدكتور بول سي واينبرغ من مستشفي سايناي الولدين، أنتوني جون ومارك فرانسيس، أدرك أن أنتوني ولد قبل شقيقه مارك بخمس دقائق، وبدا عليه أنه ولد قبل أوانه. على الفور، قام الدكتور واينبرغ بعمل الأشعة السينية لعظام فخذ الولدين ولاحظ وجود تفاوت في سن العظام. كان أنتوني الطفل المولود قبل موعده بشهرين والذي خرج للحياة مبكرا بخمس دقائق عن أخيه مكتمل النمو . أنتوتي بقى في الرحم لمدة شهرين كاملين بعد ميلاد شقيقه مارك.
في عام 2007، آمي وليا هيرتي، ، وُلدتا في المملكة المتحدة للوالدين اميليا سبينس وجورج هيرتي.
في مايو 2007، هارييت وتوماس مولينيوكس، تم الحمل بهما بفارق ثلاثة أسابيع بينهما، ولدا في بنفليت، إسيكس، للوالدين شارلوت ومات مولينيوكس.
في عام 2009، تلقى تود وجوليا جروفنبرج من فورت سميث، أركنساس، اهتمام وسائل الاعلام الدولية عن حمل جروفنبرج في طفل إضافي أثناء الحمل بالفعل في طفل قبل أسبوعين ونصف. وعن إذا كان من الممكن أن تحمل كلا الطفلين إلى موعدهما الطبيعي، حيث سيكون من المتوقع ولادة الطفل الأول في ديسمبر عام 2009، في حين أن الطفل الثاني سيكون من المقرر ولادته في يناير 2010. أفاد طبيب التوليد المسئول عن حالة جروفنبرج أن حالات الحمل الإضافي أنه لا يمكن التأكد من سلامتها إلا بعد الولادة عن طريق دراسة الكروموسومات والتمثيل الغذائي لدى الطفل." كلا الطفلين تمت ولادتهما بصحة جيدة من خلال عملية قيصرية يوم 2 ديسمبر 2009.
في عام 2015، كيت وبيتر هيل، من بريسبان، أستراليا، تم الحمل بفتاتين بفارق 10 أيام بينهما . ما يجعل هذه الحالة أكثر ندرة هو أن الزوجان قاما بجماع واحد فقط قبل الحملين .

## وصلات خارجية
- Superfetation in Beef Cattle Doctoral Thesis; Joel Andrew Carter, Louisiana State University, Defended 2002-03-18
- Superfetation in fish
- A case of twins with probable superfetation a report of a case of superfetation demonstrated through different paternity of twins.